# القرية (الخبت)

تعديل مصدري - تعديل

القرية هي إحدى قرى عزلة أذرع بمديرية الخبت التابعة لمحافظة المحويت، بلغ تعداد سكانها 1313 نسمة حسب تعداد اليمن لعام 2004.